# Vlag van Dour
De vlag van Dour is op onbekende datum bij raadsbesluit vastgesteld als de vlag van de Henegouwse gemeente Dour. De vlag kan als volgt worden beschreven:
Drie even lange banen van geel, van blauw en van geel.
De vlag komt overeen met het vlagontwerp van de Raad van Heraldiek en Vexillologie (Frans: Conseil d’héraldique et de vexillologie). De vlag is gebaseerd op het gemeentewapen, zonder het hartschild.